# Chimia stării solide
Chimia stării solide (chimia solidului sau chimia solidelor) este o ramură a chimiei care se ocupă cu studiul sintezei, structurii și al proprietăților chimice ale compușilor solizi.  Astfel, studiul său este legat de alte științe precum fizica stării solide, mineralogia, cristalografia, metalurgia, termodinamica, electronica etc., fiind focalizată pe sinteza de noi materiale și de caracterizarea acestora. Atunci când se are în vedere sinteza de materiale (substanțe care au anumite proprietăți fizice), chimia stării solide se suprapune cu domeniul chimiei materialelor (ca parte a științei materialelor). Trebuie notat însă faptul că suprapunerea totală a celor două domenii ale chimiei (chimia stării solide și chimia materialelor) apare doar ca o consecință a confuziei dintre termenii „materie” și „material”. 
În baza prezenței sau absenței periodicității de rețea, solidele pot fi clasificate în cristaline sau amorfe. În consecință, chimia stării solide se poate referi la cristalochimie sau chimia solidelor amorfe. 